# Бяржувис (озеро)
Бяржувис (лит. Beržuvis) — озеро на востоке Литвы, в Швянчёнском районе, на территории национального парка Сирветай. Находится в 4 километрах к северу от Швянчёниса. Высота над уровнем моря — 191 метр. Протяжённость озера 0,68 км, ширина до 0,35 км. Площадь водной поверхности — 0,117 км². Берега сухие, высокие, только северный берег низкий, заболоченный. Береговая линия очень извилистая, на севере находится большой полуостров с кемпингом Бяржувис. Длина береговой линии — 2,4 км. Сток осуществляется в озеро Ильгис (бассейн Жеймены). На северном берегу озера находится деревня Бяржувис.